# 크레이그 굿윈
크레이그 알렉산더 굿윈(영어: Craig Alexander Goodwin, 1991년 12월 16일 ~ )은 호주의 축구 선수로 현재 사우디 프로페셔널리그의 알웨흐다 FC에서 공격수 겸 윙어로 뛰고 있다.